# Berryz코보
Berryz코보(Berryz工房, 베리즈코보)는 헬로! 프로젝트에 소속된 일본의 여성 아이돌 그룹이다. 하로프로 멤버가 사용하는 약칭은 베리즈이다. 2015년 3월 3일을 기해 무기한 활동 정지를 했다.

## 구성원
| 이름            | 소개 |
| --------------- | --- |
| 시미즈 사키     | - 이름 : 清水佐紀 (Shimizu Saki) - 생년월일 : 1991년 11월 22일(33세) - 출생지 : 일본 가나가와현 - 색상 : 노랑 - 포지션 : 캡틴, 보컬, 메인댄서, 최연장자 - 활동 기간 : 2004년 1월 ~ 2015년 3월 - 특이사항 : 2021년 11월, 연예계 은퇴                                        |
| 츠구나가 모모코 | - 이름 : 嗣永桃子 (Tsugunaga Momoko) - 생년월일 : 1992년 3월 6일(33세) - 출생지 : 일본 지바현 - 색상 : 분홍 - 포지션 : 서브보컬 - 활동 기간 : 2004년 1월 ~ 2015년 3월 - 특이사항 : 2017년 6월 30일을 기해 컨트리걸즈 졸업 및 연예계 은퇴                                   |
| 토쿠나가 치나미 | - 이름 : 徳永千奈美 (Tokunaga Chinami) - 생년월일 : 1992년 5월 22일(32세) - 출생지 : 일본 가나가와현 - 색상 : 주황 - 포지션 : 보컬 - 활동 기간 : 2004년 1월 ~ 2015년 3월 - 특이사항 : 2021년 2월, 연예계 은퇴                                                              |
| 스도우 마아사   | - 이름 : 須藤茉麻 (Sudo Maasa) - 생년월일 : 1992년 7월 3일(32세) - 출생지 : 일본 도쿄도 - 색상 : 파랑 - 포지션 : 보컬 - 활동 기간 : 2004년 1월 ~ 2015년 3월 - 특이사항 : 연극여자부 플레잉 매니저                                                                          |
| 나츠야키 미야비 | - 이름 : 夏焼雅 (Natsuyaki Miyabi) - 생년월일 : 1992년 8월 25일(32세) - 출생지 : 일본 지바현 - 색상 : 보라 - 포지션 : 서브캡틴, 리드보컬, 리드댄서 - 소속 그룹 : PINK CRES. 리더 (2016년 8월 ~ 2021년 6월) - 활동 기간 : 2004년 1월 ~ 2015년 3월 - 특이사항 : 개인 활동 중 |
| 쿠마이 유리나   | - 이름 : 熊井友理奈 (Kumai Yurina) - 생년월일 : 1993년 8월 3일(31세) - 출생지 : 일본 가나가와현 - 색상 : 녹색 - 포지션 : 서브보컬 - 활동 기간 : 2004년 1월 ~ 2015년 3월 - 특이사항 : 모델로 활동                                                                           |
| 스가야 리사코   | - 이름 : 菅谷梨沙子 (Sugaya Risako) - 생년월일 : 1994년 4월 4일(31세) - 출생지 : 일본 가나가와현 - 색상 : 빨강 - 포지션 : 메인보컬, 리드댄서 - 활동 기간 : 2004년 1월 ~ 2015년 3월 - 특이사항 : 연예 활동 휴지 중                                                          |

### 전 구성원
| 이름            | 소개 |
| --------------- | --- |
| 이시무라 마이하 | - 이름 : 石村舞波 (Ishimura Maiha) - 생년월일 : 1992년 11월 20일(32세) - 출생지 : 일본 지바현 - 활동 기간 : 2004년 1월 ~ 2005년 10월 - 특이사항 : 2015년에 은퇴 |

## 그룹명의 유래
"작은 과실"을 의미하는 ‘Berry’의 복수형 ‘Berries’를 의도적으로 ‘Berryz’라고 쓰고, 그들이 표현하는 여러 가지 음악을 실어 내는 작업장(공방)이라는 의미로, 'Berryz工房'라고 명명하였다.

## 특징
결성 당초에는 학교 행사의 우선 등을 이유로 멤버의 교체 가능성이 시사되어, 당초 선발된 멤버는 '스타팅 멤버'로 불렸다. 하지만 결원이 생겨도 당초 발표된 교체는 한 번도 없었으며, 2005년 10월 2일에 이시무라 마이하가 졸업 후 은퇴한 뒤부터는 7명으로 활동하고 있다. 나머지 헬로! 프로젝트 키즈 전원이 참가한 ℃-ute가 데뷔함에 따라 멤버의 교체는 사실상 일어나지 않았다.
결성 후 3개월 연속으로 싱글 CD 릴리즈, 오리지널 앨범 작성, 라디오 방송 레귤러, 결성 첫해 합동 콘서트, 그리고 2년째에 단독 콘서트 등 당시의 헬로! 프로젝트에서 상당히 정력적으로 활동을 전개하였다. 또한 데뷔 후 많은 싱글 CD에 이벤트 참가권을 봉입하여 악수회를 개최하였다. 결성시의 고정 팬 확보와 하로프로 전체 팬에 대한 지명도 향상을 달성하여 매상은 오리콘 누계 2만장 전후로 안정되어 있다.
십대 초반용 잡지 《Walker Kids》에의 노출과 연령 제한 이벤트 등 동세대 여자 아이들을 노린 전략도 동시에 전개하였지만, 현재는 모닝구무스메。 등에서 이행한 남성 팬과 다른 하로프로 멤버 및 유닛의 팬을 겸하는 사람들이 팬의 대다수를 차지하고 있다.
헬로! 프로젝트 키즈의 멤버들로 구성되었기 때문에, 아래와 같은 특징이 있다.
- 콘서트 및 이벤트는 토, 일, 공휴일 및 여름 방학 기간에 스케줄을 맞추어 열리고 있다. 단 멤버에 따라 학교 행사를 우선하여 결장하는 경우도 있다.
- 멤버들의 출신지는 공개되지 않았다.

데뷔 당시의 스테이지에서는 체력 등을 배려하여 이전의 미니모니。와 마찬가지로 립싱크를 하는 경우가 많았지만, 현재는 라이브로 부르는 것이 기본이 되었다. 또한 데뷔 당시는 몸상태가 나빠지면 곧바로 무대 뒤로 돌아오도록 지시받은 듯, 노래 도중에 멤버가 사라지는 경우도 자주 있었다.

## 약력
2004년
- 1월 14일 - 헬로! 프로젝트 팬클럽 한정 이벤트에서 정식으로 탄생하였다.
- 7월 - 첫 번째 앨범「1st 超ベリーズ」로부터 약 1개월반 후에 발매한 4번째 싱글「ハピネス~幸福歓迎!~」를 시작으로 초동 판매, 최고 기록, 누적 매상 등이 일제히 상승하였다.

2005년
- 3월 - 6번째 싱글「スッペシャル ジェネレ~ション」으로 염원의 오리콘 싱글 차트 톱 10 진입을 달성하여, 초등장 7위에 랭크인하였다. 초동 판매에 이르러서는 과거에 릴리즈한 작품의 누적 매상을 상회하는 2만장을 기록하였다.
- 10월 2일 - 이시무라 마이하가 Berryz코보, 헬로! 프로젝트를 졸업하였다.

2006년
- 3월 - 10번째 싱글「ジリリ キテル」로 오리콘 주간 랭킹 6위를 차지하여 자신들의 기록을 갱신하였다.
- 10월 -「WaT×헬로! 프로젝트」에 WaT, 모닝구무스메。, 데프.디바와 함께 참가하여,「2006년 배구 세계 선수권」의 오피셜 서포터를 맡았다.

2007년
- 3월 3일 ~ 3월 4일 - Berryz코보 퍼스트 팬클럽 투어 in Aichi가 개최되었다.
- 4월 1일 - 사이타마 슈퍼 아레나에서 단독 콘서트를 가졌다. 이것은 이 회장에서 단독 콘서트를 가진 아티스트로서는 최연소 기록이다(평균 연령 13.8세. 이전 기록은 하로프로의 선배인 모닝구무스메。의 평균 16.3세). 이 공연의 일반 티켓은 발매일에 완매되었다.
- 6월 - 14번째 싱글「告白の噴水広場」로 오리콘 주간 랭킹 4위를 차지하여 자신들의 기록을 갱신하였다.
- 12월 4일 - 처음으로 NHK 홍백가합전에 출장하는 것이 결정(‘헬로! 프로젝트 10주년 기념 홍백 스페셜대’로서).

2008년
- 3월 12일 - 16번째 싱글 '징기스칸'을 릴리즈! 초동 3만장을 넘기면서 자체 최고기록을 갱신하였다.
- 10월 3일 ~ 10월 5일 - 제5회 2008 아시아송 페스티벌에서 아시아 최고 신인 가수상을 수상하였다. 이 때 Berryz코보는 서울 잠실의 롯데월드를 방문하기도 하였다.
- 12월 - 제41회 일본 유선 대상에서 유선 음악상을 수상하였다.

2009년
- 3월 - Berryz코보 퍼스트 팬클럽 투어 in Hawaii'09가 호놀룰루에서 개최되었다.
- 6월 21일 - 한국에서 Berryz코보 미니 라이브 IN KOREA가 연세대학교 대강당에서 개최되었다.

2010년
- 3월 27일 - 태국 방콕 인도어 스타디움 - 후아마크 스포츠 컴플렉스에서「Berryz코보 퍼스트 라이브 in Bangkok」이 개최되었다.
- 10월 20일 - 유튜브에 공식 채널이 개설 됨.
- 11월 15일 -「Serend」에 가을, 겨울 콘서트 투어 한정 미니 블로그가 각 멤버별, 그룹 통합으로 나뉘어 개설.

2011년
- 3월 - 25번째 싱글「ヒロインになろうか!」가 3월 6일자 오리콘 데일리에 그룹 처음이 되는 1위를 획득한다.
- 4월 - 미국 워싱턴주 시애틀에서의 Sakura-Con 2011에 초빙.

2012년
- 6월 8일 ~ 6월 10일, 미국 뉴저지주 서머 세트에서 행해지는 AnimeNEXT 2012에 출연[1].
- 8월 25일 ~ 8월 26일, 태국 방콕에서 행해진「Japan Festa in Bangkok 2012 by Mainichi」에 시미즈, 쿠마이, 스가야가 출연해, 3명이서「cha cha SING」등의 악곡을 피로했다.

2013년
- 3월 9일, 태국 방콕에서 두 번째가 되는 콘서트「Berryz코보 Concert Tour 2013 Spring in Bangkok」를 개최했다.
- 3월 10일, 미얀마 양곤에서 행해진「Japan Festival 2013 in Myanmar」에 토쿠나가, 스도우, 나츠야키가 출연해, 일본의 아이돌로서 처음으로 동국으로 콘서트를 실시했다.
- 4월 30일, 리더 시미즈 사키가 공식 블로그에서 전날에 종료된 콘서트 투어「Berryz코보 콘서트 투어 2013 봄 ~Berryz맨션 입주자 모집중!~」의 소감을 엮어, 그 중에서 향후 하위 서브리더으로서 나츠야키 미야비를 지명할 것을 표명. 나츠야키도 이를 맡기를 공식 블로그에서 표명. 프로듀서 층쿠♂에서도 공식 블로그에서 이를 "인정한다"라고 발표되면서 결성 10년 만에 나츠야키 미야비가 서브리더에 취임했다.
- 5월 19일,「시부야 야온 90주년 기념 사업 Hello! Project 야온 프리미엄 LIVE 가이페스 supported by Hellosmile」에서 단독으로 첫 일본 무도관 공연을 11월 29일에 실시하는 일이 층쿠♂가 발표되었다.

2014년
- 8월 2일, 나카노 선플라자에서 행해진「Hello! Project 2014 SUMMER ~KOREZO!~」공연에서 2015년 봄부터 각자 장래를 위해 무기한 활동 정지를 발표하였다[2].
- 11월 12일, 이케부쿠로 선샤인 시티 분수 광장에서 행해진 라스트 싱글「ロマンスを語って／永久の歌」발매기념 이벤트에서 데뷔기념일인 내년 3월 3일에 일본 무도관에서 마지막 콘서트를 실시하는 일이 발표되었다.

2015년
- 2월 3일, 태국 방콕에서 세 번째가 되는 콘서트「Berryz코보 NARUCHIKA 2015 in Bangkok」를 개최했다.
- 2월 8일, 나카노 선플라자에서「完熟Berryz工房 The Final Completion Box」기념 이벤트를 했다. 다나카 다이스케 나카노구청장이 "음악 · 연예 활동을 통해서 문화의 향상에 기여하는 동시에 나카노 선플라자를 성지로서 복수의 콘서트를 개최함에 따라 나카노 구의 PR에 기여함"으로 감사장을 증정됐다.
- 3월 3일, 일본 무도관에서 마지막 콘서트를 끝으로 무기한 활동 정지를 했다(사실상 해산).

## 음반

### 싱글
1. あなたなしでは生きてゆけない (2004년 3월 3일)
  - 커플링：BERRY FIELDS
2. ファイティングポーズはダテじゃない! (2004년 4월 28일)
  - 커플링：夏わかめ
3. ピリリと行こう! (2004년 5월 26일)
  - 커플링：かっちょええ!
4. ハピネス~幸福歓迎!~ (2004년 8월 25일)
  - 커플링：友情 純情 oh 青春 (영화「Promise Land ~클로버즈의 대모험~」주제가)
5. 恋の呪縛 (2004년 11월 10일)
  - 커플링：パッション E-CHA E-CHA
6. スッペシャル ジェネレ~ション (2005년 3월 30일)
  - 커플링：恋してる時はいつも・・・
7. なんちゅう恋をやってるぅ YOU KNOW? (2005년 6월 8일, 키즈 스테이션 애니메이션「파타리로 서유기!」엔딩 테마)
  - 커플링：夢で ドゥーアップ
8. 21時までのシンデレラ (2005년 8월 3일)
  - 커플링：秘密のウ・タ・ヒ・メ
    - 이시무라 마이하 마지막 참가 싱글
9. ギャグ100回分愛してください (2005년 11월 23일, 애니메이션 영화「두 사람은 프리큐어 Max Heart 2 눈 오는 하늘의 친구들」주제가)
  - 커플링：にぎやかな冬 (Berryz코보 & 야구치 마리)
    - 제네온 엔터테인먼트에서도『영화「두 사람은 프리큐어 Max Heart 2 눈 오는 하늘의 친구들」테마곡「ギャグ100回分愛してください」』라는 타이틀로 이 곡의 싱글이 발매되었다.
10. ジリリ キテル (2006년 3월 29일)
  - 커플링：図書室待機
11. 笑っちゃおうよ BOYFRIEND (2006년 8월 2일)
  - 커플링：素肌ピチピチ
12. 胸さわぎスカーレット (2006년 12월 6일)
  - 커플링：あいたいけど…
13. VERY BEAUTY (2007년 3월 7일)
  - 커플링：ガキ大将
14. 告白の噴水広場 (2007년 6월 27일)
  - 커플링：青春大通り
15. 付き合ってるのに片思い (2007년 11월 28일)
  - 커플링：我ら！Berryz仮面
16. ジンギスカン (2008년 3월 12일)
  - 커플링：Darling I LOVE YOU (Berryz Kobo ver.)
17. 行け 行け モンキーダンス (2008년 7월 9일)
  - 커플링：マジ グッドチャンス サマー
18. MADAYADE (2008년 11월 5일)
  - 커플링：フラれパターン
19. 抱きしめて 抱きしめて (2009년 3월 11일)
  - 커플링：そのすべての愛に
20. 靑春バスガイド／ライバル (2009년 6월 3일, 테레비도쿄 애니메이션「이나즈마 일레븐」엔딩 테마)
  - 양 A면 싱글. 커플링 곡은 없음.
21. 私の未来のだんな様／流星ボーイ (2009년 11월 11일, 테레비도쿄 애니메이션「이나즈마 일레븐」엔딩 테마)
  - 양 A면 싱글. 커플링 곡은 없음.
22. 雄叫びボーイ WAO!／友達は友達なんだ! (2010년 3월 3일, 테레비도쿄 애니메이션「이나즈마 일레븐」엔딩 테마)
  - 양 A면 싱글. 커플링 곡은 없음.
23. 本気ボンバー!! (2010년 7월 14일, 테레비도쿄 애니메이션「이나즈마 일레븐」엔딩 테마)
  - 커플링：MOON POWER／雄叫びボーイ WAO! (スパークVer.)
    - 커플링곡 "MOON POWER"는 Berryz코보 주연 무대「3억엔 소녀」테마송이며, 초회생산한정반 A・B 곡으로 수록
    - 커플링곡 "雄叫びボーイ WAO! (スパークVer.)"은 닌텐도 DS 게임「이나즈마 일레븐 3 세계의 도전!! 스파크」엔딩 테마이며, 통상반 곡으로 수록
24. シャイニング パワー (2010년 11월 10일, 테레비도쿄 애니메이션「이나즈마 일레븐」엔딩 테마)
  - 커플링：ちょっとさみしいな
25. ヒロインになろうか! (2011년 3월 2일)
  - 커플링：ヒーロー現る!
26. 愛の弾丸 (2011년 6월 8일[3])
  - 커플링：思い出
27. ああ、夜が明ける (2011년 8월 10일)
  - 커플링：大人にはなりたくない 早く大人になりたい
28. Be 元気<成せば成るっ!> (2012년 3월 21일)
  - 커플링：もう、子供じゃない私なのに…
29. cha cha SING (2012년 7월 25일)
  - 커플링：Loving you Too much／ももち! 許してにゃん♡体操 (모모치 (츠구나가 모모코 feat. Berryz코보))
30. WANT! (2012년 12월 19일)
  - 커플링：勇気をください!
31. アジアン セレブレイション (2013년 3월 13일, 애니메이션 영화「프리큐어 올스타즈 New Stage 2 마음의 친구」응원가)
  - 커플링：世界で一番大切な人／I like a picnic
32. ゴールデン チャイナタウン／サヨナラ ウソつきの私 (2013년 6월 19일)
  - 양 A면 싱글. 커플링 곡은 없음.
33. もっとずっと一緒に居たかった／ROCKエロティック (2013년 10월 2일)
  - 양 A면 (초회생산한정반 · 통상반)／커플링：恋するテクニック (초회생산한정반 A~C · 통상반)／I'm so cool! (초회생산한정반 D)
34. 大人なのよ!／1億3千万総ダイエット王国 (2014년 2월 19일)
  - 양 A면 싱글. 커플링 곡은 없음.
35. 愛はいつも君の中に／普通、アイドル10年やってらんないでしょ!? (2014년 6월 4일)
  - 양 A면 싱글. 커플링 곡은 없음.
36. ロマンスを語って／永久の歌 (2014년 11월 12일, 분카방송「스포츠 스퀘어 SET UP!!」엔딩 테마)
  - 양 A면 싱글. 커플링 곡은 없음.

콜라보레이션
- H.P.올스타즈 명의

1. ALL FOR ONE & ONE FOR ALL! (2004년 12월 1일)

- 징키스칸×Berryz코보 명의

1. ジンギスカン タルタルミックス (2008년 9월 17일)
  - 커플링：ジンギスカン (Berryz Kobo ver.)／ジンギスカン (ジンギスカン オリジナルver.)

- 베키마스 명의

1. 負けるな わっしょい! (2011년 8월 6일)
  - 콘서트 한정 발매

- Berryz코보×℃-ute 명의

1. 甘酸っぱい春にサクラサク (2011년 11월 9일, 영화「왕게임」엔딩송)
  - 커플링：単純すぎなの私… (Berryz코보의 커플링곡)
2. 超HAPPY SONG (2012년 6월 20일)
  - 커플링：Because happiness (Berryz코보의 커플링곡)

- 헬로! 프로젝트 모베키마스 명의

1. ブスにならない哲学 (2011년 11월 16일)
  - 커플링：かっちょ良い歌 (피쳐링 Berryz코보) (초회생산한정반 C : Berryz코보반의 곡으로 수록)

### 앨범
1. 1st 超ベリーズ (2004년 7월 7일)
  - 2019년 5월 1일 아날로그반 발매
2. 第②成長記 (2005년 11월 16일)
3. 4th 愛のなんちゃら指数 (2007년 8월 1일)
  - 2008년 5월 26일 한국 라이센스반 발매
4. 5 (FIVE) (2008년 9월 10일)
  - 2008년 9월 17일 한국 라이센스반 발매
5. 6th 雄叫びアルバム (2010년 3월 31일)
6. ⑦ Berryz タイムス (2011년 3월 30일)
7. 愛のアルバム⑧ (2012년 2월 22일)
8. Berryzマンション9階 (2013년 1월 30일)

### 미니 앨범
1. スッペシャル!ベストミニ～2.5枚目の彼～ (2005년 12월 7일)
2. ③夏夏ミニベリーズ (2006년 7월 5일)
  - 2019년 5월 1일 아날로그반 발매

### 베스트 앨범
1. Berryz工房 スッペシャル ベスト Vol.1 (2009년 1월 14일)
2. スッペシャル ベスト Vol.2 (2014년 2월 26일)
3. 完熟Berryz工房 The Final Completion Box (2015년 1월 21일)

### 그 외
1. Berryz工房 起立!礼!着席! 課外授業編 (2004년 11월 15일)
2. サクラハラクサ (2007년 4월 1일)
  - 2007년 4월 1일에 사이타마 슈퍼 아레나에서 열린 단독 콘서트 낮 공연에서 배포되었다.
3. 桜→入学式 (2007년 4월 1일)
  - 2007년 4월 1일에 사이타마 슈퍼 아레나에서 열린 단독 콘서트 밤 공연에서 배포되었다.
4. ジンギスカンだらけ (2008년 11월 26일)

### DVD/Blu-ray

#### 싱글V
1. 싱글V「あなたなしでは生きてゆけない」(2004년 3월 17일)
2. 싱글V「ファイティングポーズはダテじゃない!」(2004년 5월 12일)
3. 싱글V「ピリリと行こう!」(2004년 6월 9일)
4. 싱글V「ハピネス ～幸福歓迎!～」(2004년 9월 8일)
5. 싱글V「スッペシャル ジェネレ～ション」(2005년 4월 20일)
6. 싱글V「なんちゅう恋をやってるぅ YOU KNOW?」(2005년 6월 22일)
7. 싱글V「21時までのシンデレラ」(2005년 8월 17일)
8. 싱글V「ギャグ100回分愛してください」(2005년 12월 7일)
9. 싱글V「ジリリ キテル」(2006년 4월 5일)
10. 싱글V「笑っちゃおうよ BOYFRIEND」(2006년 8월 9일)
11. 싱글V「胸さわぎスカーレット」(2006년 12월 27일)
12. 싱글V「VERY BEAUTY」(2007년 3월 14일)
13. 싱글V「告白の噴水広場」(2007년 7월 11일)
14. 싱글V「ジンギスカン」(2008년 3월 26일)
15. 싱글V「行け 行け モンキーダンス」(2008년 7월 23일)
16. 싱글V「MADAYADE」(2008년 11월 19일)
17. 싱글V「抱きしめて 抱きしめて」(2009년 3월 18일)
18. 싱글V「ライバル」(2009년 6월 17일)
19. 싱글V「靑春バスガイド」(2009년 6월 24일)
20. 싱글V「流星ボーイ」(2009년 11월 18일)
21. 싱글V「雄叫びボーイ WAO!」(2010년 3월 10일)
22. 싱글V「本気ボンバー!!」(2010년 7월 21일)
23. 싱글V「シャイニング パワー」(2010년 11월 24일)
24. 싱글V「ヒロインになろうか!」(2011년 3월 9일)
25. 싱글V「愛の弾丸」(2011년 6월 22일[4])
26. 싱글V「Be 元気<成せば成るっ!>」(2012년 4월 4일)
27. 싱글V「cha cha SING」(2012년 8월 1일)
28. 싱글V「WANT!」(2012년 12월 26일)

콜라보레이션
- 징키스칸×Berryz코보 명의

1. 싱글V「ジンギスカン タルタルミックス」(2008년 11월 26일)

- Berryz코보×℃-ute 명의

1. 싱글V「超HAPPY SONG」(2012년 8월 22일)

#### PV집
1. Berryz코보 싱글V 클립스 1 (2004년 12월 15일)
2. Berryz코보 싱글V 클립스 2 (2006년 2월 22일)
3. Berryz코보 싱글V 클립스 3 (2007년 12월 12일)
4. Berryz코보 싱글V 클립스 4 (2009년 12월 2일)
5. Berryz코보 싱글V 클립스 5 (2011년 8월 17일)
6. Berryz코보 전 싱글 MUSIC VIDEO Blu-ray File 2011 (2011년 12월 21일)

#### 콘서트
1. 2004년 여름 퍼스트 콘서트 투어 ~W 스탠바이! 다브르유&Berryz코보!~ (2004년 11월 17일)
2. Berryz코보 라이브 투어 2005 초여름 첫단독 ~마루고토~ (2005년 9월 22일)
3. 2005년 여름 W&Berryz코보 콘서트 투어『HIGH SCORE!』(2005년 11월 9일)
4. Berryz코보 콘서트 투어 2005 가을 ~스위치 ON!~ (2005년 12월 28일)
5. Berryz코보 콘서트 투어 2006 봄 ~쑥쑥 챔피언!~ (2006년 7월 19일)
6. Berryz코보 콘서트 투어 2006 여름 ~여름여름!~당신이 좋아지는 삼원칙~ (2006년 10월 25일)
7. 2007 벚꽃 만개 Berryz코보 라이브 ~이 감동은 두번 다시 없는 순간이야!~ (2007년 6월 27일)
8. Berryz코보 콘서트 투어 2007 여름 ~웰컴! Berryz궁전~ (2007년 10월 31일)
9. Berryz코보&℃-ute 나카요시 배틀 콘서트 투어 2008 봄 ~Berryz가면 vs 큐티레인져~ with Berryz코보 tracks (2008년 7월 16일)
10. Berryz코보 콘서트 투어 2008 가을 ~베리코레!~ (2008년 12월 17일)
11. Berryz코보 콘서트 투어 2009 봄 ~그 모든 사랑에~ (2009년 7월 29일)
12. Berryz코보 콘서트 투어 2009 가을 ~눈에 띄고 싶다!!~ (2010년 2월 10일)
13. Berryz코보 페스티벌 ~어서 오십시오 외침 랜드에~ (2010년 6월 23일)
14. Berryz코보 콘서트 투어 2010 초여름 ~해의 집 외침 하우스~ (2010년 8월 25일 DVD / 2010년 12월 22일 Blu-ray)
15. Berryz코보 콘서트 투어 2010 가을겨울 ~베리고페스~ (2011년 2월 9일 DVD / 2011년 5월 11일[5] Blu-ray)
16. Berryz코보 결성 7주년 기념 콘서트 투어 2011 봄 ~주간 Berryz타임즈~ (2011년 7월 20일 DVD / 2011년 8월 10일 Blu-ray)
17. Berryz코보 칠석 스페셜 라이브 ★777★ (2012년 1월 6일)
18. Berryz코보&℃-ute 코라보 콘서트 투어 2011 가을 ~베리큐 아일랜드~ (2012년 2월 29일 DVD / Blu-ray)
19. Berryz코보 콘서트 투어 2012 봄 ~베리즈 스테이션~ (2012년 8월 8일 DVD / Blu-ray)
20. Berryz코보 DVD「AnimeNEXT 2012 in USA」(2012년 11월 16일)
21. Berryz코보 칠석 스페셜 라이브 2012 (2012년 12월 5일)
22. Berryz Kobo Concert Tour 2013 Spring in Bangkok (2013년 7월 3일)
23. Berryz코보 콘서트 투어 2013 봄 ~Berryz맨션 입주자 모집중!~ (2013년 8월 7일 DVD / Blu-ray)
24. Berryz코보 칠석 스페셜 라이브 2013 (2013년 11월 20일)
25. Berryz코보 10주년 기념 일본 무도관 스페셜 라이브 2013 ~역시 당신 없이는 살아갈 수 없어~ (2014년 3월 19일 DVD / Blu-ray)
26. 나루치카 2013 가을 Berryz코보×Juice=Juice (2014년 4월 16일 DVD / Blu-ray)
27. Berryz코보 데뷔 10주년 기념 콘서트 투어 2014 봄 ~리얼 Berryz코보~ (2014년 6월 18일 DVD / Blu-ray)
28. Berryz코보 칠석 스페셜 라이브 2014 (2014년 11월 26일)
29. Berryz코보 데뷔 10주년 기념 스페셜 콘서트 2014 Thank you 베리큐! in 일본 무도관 [후편] (2014년 12월 24일 DVD / Blu-ray)
30. JAPAN EXPO 15TH ANNIVERSARY: Berryz Kobo×℃-ute IN HELLO! PROJECT FESTIVAL (2015년 1월 7일)
31. Berryz코보 데뷔 10주년 기념 콘서트 투어 2014 가을 ~프로페셔널~ (2015년 2월 25일 DVD / Blu-ray)
32. Berryz코보 LAST ALBUM「완숙 Berryz코보 The Final Completion Box」발매기념 이벤트 (2015년 2월 28일)
33. Berryz Kobo NARUCHIKA 2015 in Bangkok (2015년 5월 27일)
34. Berryz코보 라스트 콘서트 2015 ~Berryz코보 가자구~!~ (2015년 6월 10일 DVD / Blu-ray)
35. Berryz코보 라스트 콘서트 2015 ~Berryz코보 가자구~!~【Completion Box】(2015년 6월 10일)

#### 솔로 DVD
1. momo only。츠구나가 모모코 DVD (2008년 12월 3일)
2. momo ok。츠구나가 모모코 DVD (2009년 9월 9일)
3. 스가야 리사코 in 홋카이도 스가야 리사코 DVD (2009년 12월 2일)
4. 모모카 DVD 도감 츠구나가 모모코 DVD (2010년 10월 27일)
5. 모모치 스무살 츠구나가 모모코 DVD (2012년 4월 25일)

한정판
1. "스도우 마아사 사진집「maasa」" 메이킹 DVD ~특별편집판~ (2009년 4월 15일)
2. SAKI 시미즈 사키 DVD (2011년 1월 26일)
3. Le Soleil 스가야 리사코 DVD (2011년 3월 17일)
4. NATURAL & COOL 나츠야키 미야비 DVD (2011년 3월 20일)
5. 모모프레♡ 츠구나가 모모코 DVD (2011년 3월 20일)
6. one day in autumn 쿠마이 유리나 DVD (2011년 12월 23일)
7. 모모프레2 ~서브아이돌예정~ 츠구나가 모모코 DVD (2011년 12월 23일)
8. Lily 쿠마이 유리나 DVD (2012년 4월 18일)
9. 오렌지 토쿠나가 치나미 DVD (2012년 10월 13일)
10. 모모프레3 -Rest Another Day- (2013년 3월 6일)
11. 화이트 토쿠나가 치나미 DVD (2013년 9월 7일)
12. brand new day 쿠마이 유리나 DVD (2013년 10월 5일)
13. "나츠야키 미야비 사진집「GLOW」" 메이킹 DVD ~특별편집판~ (2014년 1월 16일)

#### 무대 · 뮤지컬
1. 극단 게키하로 창단 공연 (「에도로부터 착신!? ~타임 슬립 to 권외!~」) (2007년 1월 17일)
2. 극단 게키하로 제3회 공연 (「리버스! ~내 몸은 어디에 있나요?」) (2008년 2월 25일)
3. 극단 게키하로 제5회 공연 (「Berryz코보 vs Berryz코보」) (2009년 2월 25일)
4. 극단 게키하로 제7회 공연 (「생큐 베리베리」) (2009년 12월 9일)
5. 극단 게키하로 제9회 공연 (「3억엔 소녀」) (2010년 12월 15일)
6. 극단 게키하로 제11회 공연 (「전국 자위대」~여성 자위관 사수하라/귀환하라~) (2011년 11월 30일)
7. 리아르에츄드 모두의 집 걸 스테이지 게스트 : 아라이 야스히로 · 이다 쿠니히코 편 (2012년 2월 18일)
8. 리아르에츄드 모두의 집 걸 스테이지 게스트 : 와시오 노보루 · 토다 마사히로 편 (2012년 2월 18일)
9. 리아르에츄드 모두의 집 걸 스테이지 게스트 : 모토무라 켄타로 · 카자마 토오루 편 (2012년 2월 18일)
10. 극단 게키하로 제12회 공연 (「캣츠♥아이」A「훔치는 측에 드라마가 있다」) (2012년 12월 19일)
11. 극단 게키하로 제12회 공연 (「캣츠♥아이」B「도둑맞는 측에도 드라마가 있다」) (2012년 12월 19일)
12. 극단 게키하로 제13회 공연 (「우리 잔느 ~소녀 성전 가극~」) (2014년 2월 5일)
13. BS-TBS 썸머파티 2013 우리 잔느 ~소녀 성전 가극~ 전야제 (2014년 2월 22일)
14. Berryz코보 10주년 기념 무대 연극 여자부 (「뮤지컬 전국 자위대」) (2014년 9월 3일)

#### 이벤트 회장 한정판
1. 이벤트V「Berryz工房行くべぇ〜」(2005년 8월 3일)
2. 이벤트V「付き合ってるのに片思い」(2007년 12월 16일)
3. 이벤트V「ジンギスカン」(2008년 4월 6일)
4. 이벤트V「行け 行け モンキーダンス」(2008년 7월 21일)
5. 이벤트V「MADAYADE」(2008년 11월 29일)
6. 이벤트V「抱きしめて 抱きしめて」(2009년 3월 21일)
7. 이벤트V「青春バスガイド」(2009년 6월 27일)
8. 이벤트V「ライバル」(2009년 6월 27일)
9. 이벤트V「私の未来のだんな様」(2009년 11월 22일)
10. 이벤트V「流星ボーイ」(2009년 11월 22일)
11. 이벤트V「雄叫びボーイ WAO!」(2010년 4월 4일)
12. 이벤트V「友達は友達なんだ!」(2010년 4월 18일)
13. 이벤트V「本気ボンバー!!」(2010년 8월 19일)
14. 이벤트V「シャイニング パワー」(2010년 11월 23일)
15. 이벤트V「ヒロインになろうか!」(2011년 5월 21일)
16. 이벤트V「愛の弾丸」(2011년 6월 18일)
17. 이벤트V「ああ、夜が明ける」(2011년 9월 11일)
18. 이벤트V「Be 元気<成せば成るっ!>」(2012년 3월 31일)
19. 이벤트V「cha cha SING」(2012년 9월 15일)
20. 이벤트V「Loving you Too much」(2012년 10월 7일)
21. 이벤트V「WANT!」(2013년 1월 14일)
22. 이벤트V「アジアン セレブレイション」(2013년 4월 20일)
23. 이벤트V「ゴールデン チャイナタウン」(2013년 7월 13일)
24. 이벤트V「サヨナラ ウソつきの私」(2013년 7월 13일)
25. 이벤트V「もっとずっと一緒に居たかった」(2013년 12월 7일)
26. 이벤트V「ROCKエロティック」(2013년 12월 7일)
27. 이벤트V「大人なのよ!」(2014년 3월 15일)
28. 이벤트V「1億3千万総ダイエット王国」(2014년 3월 15일)
29. 이벤트V「愛はいつも君の中に」(2014년 7월 21일)
30. 이벤트V「普通、アイドル10年やってらんないでしょ!?」(2014년 7월 21일)
31. 이벤트V「ロマンスを語って」(2015년 1월 25일)
32. 이벤트V「永久の歌」(2015년 1월 25일)
33. 이벤트V「Love together!」(2015년 2월 8일)

콜라보레이션
- 헬로! 프로젝트 모베키마스 명의

1. 이벤트V「ブスにならない哲学」(2011년 11월 23일)

- Berryz코보×℃-ute 명의

1. 이벤트V「甘酸っぱい春にサクラサク（Berryz工房版）」(2011년 12월 11일)
2. 이벤트V「超HAPPY SONG」(2012년 9월 1일)

#### 그 외
1. 베리큐! Vol.1 (2009년 5월 27일)
2. 베리큐! Vol.2 (2009년 5월 27일)
3. 아로하로! Berryz코보 DVD (2009년 6월 10일)
4. 베리큐! Vol.3 (2009년 6월 24일)
5. 베리큐! Vol.4 (2009년 6월 24일)
6. 베리큐! Vol.5 (2009년 7월 22일)
7. 베리큐! Vol.6 (2009년 7월 22일)
8. 베리큐! Vol.7 ～우라베리큐!～ (2009년 8월 26일)
9. 베리큐! Vol.8 ～우라베리큐!～ (2009년 8월 26일)
10. 아로하로! 2 Berryz코보 (2010년 11월 17일 DVD / 2011년 2월 16일 Blu-ray)
11. 돌아온 Berryz가면!(가) Vol.1 (2012년 2월 1일)
12. 돌아온 Berryz가면!(가) Vol.2 (2012년 2월 1일)
13. 왕게임 프리미엄 에디션 (2012년 6월 6일 DVD / Blu-ray)
14. 아로하로! 3 Berryz코보 DVD (2013년 7월 24일 DVD / Blu-ray)

## 서적

### 사진집
- Berryz코보 (2005년 5월 20일, 와니북스) ISBN 4-8470-2865-1
- SEASONZ (2005년 8월 3일, 카도카와쇼텐) ISBN 4-04-894260-3
- Berryz코보 1st 라이브 사진집 마루고토 (2005년 8월 26일, 도쿄 뉴스 통신사) ISBN 4-924566-44-6
- Berryz코보 2nd 라이브 사진집 스위치 ON! (2005년 12월 2일, 도쿄 뉴스 통신사) ISBN 4-924566-49-7
- Berryz코보 3rd 라이브 사진집 쑥쑥 챔피언! (2006년 7월 5일, 도쿄 뉴스 통신사) ISBN 4-924566-57-8
- Berryz코보&℃-ute in Hello! Project 2006 Summer (2006년 9월 21일, 타케쇼보) ISBN 978-4-8124-2897-9
- Berryz코보 4th 라이브 사진집 ~웰컴! Berryz궁전~ (2007년 10월 4일, 도쿄 뉴스 통신사) ISBN 4-924566-79-9
- Berryz코보&℃-ute 나카요시 배틀 콘서트 투어 2008봄 ~Berryz가면 vs 큐티레인져~ 라이브 사진집 스테이지 ver. (2008년 7월 4일, 도쿄 뉴스 통신사) ISBN 978-4-86336-011-2
- Berryz코보&℃-ute 나카요시 배틀 콘서트 투어 2008봄 ~Berryz가면 vs 큐티레인져~ 라이브 사진집 도큐멘트 ver. (2008년 7월 4일, 도쿄 뉴스 통신사) ISBN 978-4-86336-012-9
- Berryz코보『5th Anniversary 아로하로! Berryz코보 in HAWAII～LIVE&DVD MARKING』(2009년 6월 10일, 카도카와쇼텐) ISBN 978-4-04-895053-4
- Berryz코보『아로하로! Berryz코보 사진집 ~무지개색 베리즈~』(2010년 11월 17일, 카도카와쇼텐) ISBN 978-4-04-895408-2
- Berryz코보『Berryz코보 7주년 기념 PHOTO BOOK「7」』(2011년 3월 3일, 와니북스) ISBN 978-4-8470-4355-0
- Berryz코보&℃-ute 코라보 사진집『베리큐 아일랜드』(2012년 3월 13일, 와니북스) ISBN 978-4-86336-202-4
- 헬로! 프로젝트 키즈 데뷔 10주년 기념 Berryz코보×℃-ute 크로스 토크 BOOK「RIVAL ~12 소녀의 10년 이야기~」(2012년 6월 30일, 카도카와그룹퍼블리싱) ISBN 978-4-8470-4466-3
- Berryz코보『아로하로! Berryz코보 사진집 2013』(2013년 6월 12일, 카도카와쇼텐) ISBN 978-4-0489-5490-7
- Berryz코보『Berryz코보 2004-2015』(2015년 2월 26일, 와니북스)

### 솔로 사진집
- 스가야 리사코 1st 솔로 사진집「Risako」(2006년 10월 12일, 와니북스) ISBN 978-4-8470-2964-6
- 나츠야키 미야비 1st 솔로 사진집「MIYABI」(2007년 5월 31일, 카도카와그룹퍼블리싱) ISBN 978-4-04-894494-6
- 츠구나가 모모코 1st 솔로 사진집「momo」(2007년 6월 20일, 와니북스) ISBN 978-4-8470-4018-4
- 스가야 리사코 2nd 솔로 사진집「pure+」(2007년 7월 20일, 와니북스) ISBN 978-4-8470-4019-1
- 쿠마이 유리나 1st 솔로 사진집「友理奈」(2007년 8월 29일, 카도카와그룹퍼블리싱) ISBN 978-4-04-894500-4
- 스가야 리사코 3rd 솔로 사진집「Ring3 ~リンリンリンッ!~」(2008년 2월 6일, 카도카와그룹퍼블리싱) ISBN 978-4-04-895013-8
- 츠구나가 모모코 2nd 솔로 사진집「momo16」(2008년 3월 19일, 카도카와그룹퍼블리싱) ISBN 978-4-04-895015-2
- 츠구나가 모모코 3rd 솔로 사진집「桃の実」(2008년 11월 21일, 와니북스) ISBN 978-4-8470-4138-9
- 스도우 마아사 1st 솔로 사진집「maasa」(2009년 3월 11일, 카도카와그룹퍼블리싱) ISBN 978-4-04-895045-9
- 쿠마이 유리나 2nd 솔로 사진집「FLOWERAGE」(2009년 7월 25일, 카도카와그룹퍼블리싱) ISBN 978-4-04-895049-7
- 츠구나가 모모코 4th 솔로 사진집「momochiiii」(2009년 8월 21일, 와니북스) ISBN 978-4-8470-4192-1
- 토쿠나가 치나미 1st 솔로 사진집「Chinami」(2009년 9월 11일, 카도카와그룹퍼블리싱) ISBN 978-4-04-895058-9
- 스가야 리사코 4th 솔로 사진집「梨想」(2009년 11월 7일, 와니북스) ISBN 978-4-8470-4215-7
- 츠구나가 모모코 5th 솔로 사진집「ももち図鑑」(2010년 10월 20일, 와니북스) ISBN 978-4-8470-4322-2
- 쿠마이 유리나 3rd 솔로 사진집「アロハロ！熊井友理奈写真集『クマスポ！』」(2010년 12월 17일, 카도카와그룹퍼블리싱) ISBN 978-4-04-895411-2
- 시미즈 사키 1st 솔로 사진집「清水佐紀」(2011년 1월 12일, 와니북스) ISBN 978-4-8470-4342-0
- 츠구나가 모모코 6th 솔로 사진집「はたち ももち」(2012년 3월 6일, 와니북스) ISBN 978-4-8470-4444-1
- 토쿠나가 치나미 2nd 솔로 사진집「metamorphose(メタモルフォーゼ)」(2012년 10월 12일, 와니북스)
- 츠구나가 모모코 포토 에세이「ももちのきもち」(2013년 6월 22일, 와니북스)
- 나츠야키 미야비 2nd 솔로 사진집「GLOW」(2013년 11월 15일, 와니북스)

### 잡지 연재
- B.L.T. (BEAUTIFUL Lady & TELEVISION) (도쿄 뉴스 통신사)
- UP to boy (와니북스)

## 출연

### 텔레비전
- 요로시쿠! 센빠이 (2004년 1월 5일 ~ 4월 2일, 테레비도쿄)
- 무스메DOKYU! (2005년 4월 4일 ~ 6월 17일, 테레비도쿄) 출연 - 츠구나가 모모코, 나츠야키 미야비, 쿠마이 유리나, 스가야 리사코
- 하로프로아워
- 오하스타
- 하로모니。Berryz코보 한여름의 추억 (2006년 9월 3일, 테레비도쿄)
- 음악전사 MUSIC FIGHTER
- FNS 가요제 (2007년 12월 5일, 후지테레비)
- 베리큐! (2008년 3월 31일 ~ 10월 3일, 테레비도쿄)
- 요로센! (2008년 10월 6일 ~ 2009년 3월 27일, 테레비도쿄)
- 뇌내 에스테틱 IQ사프리 (2008년 10월 ~ 12월, 후지테레비)
- 미녀방담 (2009년 4월 2일 ~ 2010년 3월 25일, 테레비도쿄)
- 미녀학 (2010년 4월 1일 ~ 2011년 4월 14일, 테레비도쿄)
- 하로프로! TIME (2011년 4월 21일 ~ 2012년 5월 31일, 테레비도쿄)
- 돌아온 Berryz가면(가) (2011년 10월 15일 ~ 2012년 6월 16일, BS-TBS) - 제3토요일
- 수학♥여자학원 (2012년 1월 11일 ~ 3월 28일, 니혼테레비) 출연 - 시미즈 사키, 츠구나가 모모코, 토쿠나가 치나미, 스도우 마아사
- 하로! SATOYAMA 라이프 (2012년 6월 7일 ~ 2013년 12월 26일, 테레비도쿄)
- 새로 돌아온 베리즈가면 (2012년 7월 21일 ~ 2013년 3월 16일, BS-TBS) - 제3토요일
- The Girls Live (2014년 1월 9일 ~ 2015년 2월 26일, 테레비도쿄)

### 라디오
- Berryz코보 기립! 인사! 착석! (2004년 3월 30일 ~ 2009년 3월 31일, 분카방송)「레코멘」내에서 방송.
- TBC FUN 필드 모레츠 모대쉬 (2005년 8월 15일 ~ 8월 19일, 도호쿠방송)
- 하로프로야넨! (2004년 ~ 2008년 9월, ABC 라디오)
- Berryz코보 츠구나가 모모코의 푸리푸리 프린세스 (2009년 4월 7일 ~ 2014년 4월 6일, 분카방송 사회 : 츠구나가 모모코)「레코멘」내에서 방송.
- Berryz코보 레코멘! (2010년 4월 9일 ~ 2012년 3월 30일, 모바일 분카방송 / 2009년 4월 10일 ~ 2010년 4월 2일까지 Podcast QR로의 전달.)
- 통쾌! 베리즈 왕국 (2009년 7월 3일 ~ 2012년 3월 30일, SKY PerfecTV! 사회 : 나츠야키 미야비, 쿠마이 유리나, 스가야 리사코)
- 아침까지 하로프로야넨!9 (2009년 12월 20일, ABC 라디오)
- BZS1422 (2012년 7월 8일 ~ 2015년 3월 1일, RF라디오닛폰 사회 : 토쿠나가 치나미, 쿠마이 유리나)
- 폭야~BAKUNAI (2013년 4월 3일 ~ 2015년 2월 25일, RF라디오닛폰) 사회 : 나츠야키 미야비

### 인터넷
- 제8회 하로프로 비디오채팅 (2005년 5월 2일, 헬로! 프로젝트 on 프렛츠) 출연 - 시미즈 사키, 츠구나가 모모코, 나츠야키 미야비
- 제12회 하로프로 비디오채팅 (2005년 6월 3일, 헬로! 프로젝트 on 프렛츠) 출연 - 토쿠나가 치나미, 스가야 리사코
- 제21회 하로프로 비디오채팅 (2005년 8월 11일, 헬로! 프로젝트 on 프렛츠) 출연 - 스도우 마아사, 이시무라 마이하, 쿠마이 유리나
- Berryz코보 인터뷰 (2009년 11월 10일 · 2010년 11월 25일 · 2011년 5월 25일, motteco 서점)
- Berryz코보 8주년 기념 특별 프로 베리스테 (2012년 2월 24일, Ameba Studio)
- 생착신! Berryz코보 18th 애니버서리 (2022년 3월 3일)

### PV
- マジで感謝! / T-Pistonz

### 콘서트
- 2004년 여름 퍼스트 콘서트 투어 ~W 스탠바이! 다브르유&Berryz코보!~ (2004년)
- Berryz코보 라이브 투어 2005 초여름 첫단독 ~마루고토~ (2005년)
- 2005년 여름 W&Berryz코보 콘서트 투어『HIGH SCORE!』(2005년)
- Berryz코보 콘서트 투어 2005 가을 ~스위치 ON!~ (2005년)
- Berryz코보 콘서트 투어 2006 봄 ~쑥쑥 챔피언!~ (2006년)
- Berryz코보 콘서트 투어 2006 여름 ~여름여름!~당신이 좋아지는 삼원칙~ (2006년)
- 2007 벚꽃 만개 Berryz코보 라이브 ~이 감동은 두번 다시 없는 순간이야!~ (2007년)
- Berryz코보 콘서트 2007 봄 ~속 벚꽃 만개 골든 위크편~ (2007년)
- Berryz코보 콘서트 투어 2007 여름 ~웰컴! Berryz궁전~ (2007년)
- Berryz코보&℃-ute 나카요시 배틀 콘서트 투어 2008 봄 ~Berryz가면 vs 큐티레인져~ (2008년)
- Berryz코보 콘서트 투어 2008 가을 ~베리코레!~ (2008년)
- Berryz코보 콘서트 투어 2009 봄 ~그 모든 사랑에~ (2009년)
- Berryz코보 콘서트 투어 2009 가을 ~눈에 띄고 싶다!!~ (2009년)
- Berryz코보 콘서트 투어 2010 초여름 ~해의 집 외침 하우스~ (2010년)
- Berryz코보 콘서트 투어 2010 가을겨울 ~베리고페스~ (2010년)
- Berryz코보 결성 7주년 기념 콘서트 투어 2011 봄 ~주간 Berryz타임즈~ (2011년)
- Berryz코보 칠석 스페셜 라이브 ★777★ (2011년)
- Berryz코보&℃-ute 코라보 콘서트 투어 2011 가을 ~베리큐 아일랜드~ (2011년)
- Berryz코보 콘서트 투어 2012 봄 ~베리즈 스테이션~ (2012년)
- Berryz코보 칠석 스페셜 라이브 2012 ~직녀 버전~ / ~견우 버전~ (2012년)
- Berryz코보 콘서트 투어 2013 봄 ~Berryz맨션 입주자 모집중!~ (2013년)
- Berryz코보 칠석 스페셜 라이브 2013 ~베카~ / ~알타이르~ (2013년)
- 나루치카 2013 가을 Berryz코보×Juice=Juice (2013년)
- Berryz코보 10주년 기념 일본 무도관 스페셜 라이브 2013 ~역시 당신 없이는 살아갈 수 없어~ (2013년)
- Berryz코보 데뷔 10주년 기념 콘서트 투어 2014 봄 ~리얼 Berryz코보~ (2014년)
- 나루치카 2014 봄 Berryz코보 (2014년)
- Berryz코보 칠석 라이브 2014 (2014년)
- Berryz코보 데뷔 10주년 기념 스페셜 콘서트 2014 Thank you 베리큐! in 일본 무도관 [후편] (2014년)
- Berryz코보 데뷔 10주년 기념 콘서트 투어 2014 가을 ~프로페셔널~ (2014년)
- 나루치카 2014 가을 Berryz코보 (2014년)
- Berryz코보 축제 (2015년)
- Berryz코보 라스트 콘서트 2015 ~Berryz코보 가자구~!~ (2015년)
- Berryz코보 20th Anniversary Live ~그 모든 사랑에 땡큐~ (2024년) - 스도우, 나츠야키, 쿠마이만 참가.
- Berryz코보 스페셜 라이브 ~HAPPY! Stand Up~ (2025년) - 스도우, 나츠야키, 쿠마이만 참가.

### 해외 공연
- Berryz코보 MINI LIVE in KOREA (2009년 6월)
- Berryz코보 First Live in Bangkok (2010년 3월)
- Berryz코보 Concert Tour 2013 Spring in Bangkok (2013년 3월)
- Berryz코보 Festival in Taipei (2013년 5월)
- Berryz Kobo NARUCHIKA 2015 in Bangkok (2015년 2월)

### 무대 · 뮤지컬
- 극단 게키하로 창단 공연 (에도에서 착신!? ~타임슬립 to 권외!~) (2006년 11월)
- 극단 게키하로 제3회 공연 (리버스! ~내 몸은 어디에 있나요?) (2007년 11월)
- 극단 게키하로 제5회 공연 (Berryz코보 vs Berryz코보) (2008년 11월)
- 극단 게키하로 제7회 공연 (생큐 베리베리) (2009년 9월)
- 극단 게키하로 제9회 공연 (「3억엔 소녀」) (2010년 9월)
- 극단 게키하로 제11회 공연 (전국 자위대) (2011년 9월)
- 극단 게키하로 제12회 공연 (캣츠♥아이) (2012년 9월)
- 극단 게키하로 제13회 공연 (우리 잔느 ~소녀 성전 가극~) (2013년 9월)
- Berryz코보 10주년 기념 무대 연극 여자부 (뮤지컬 전국 자위대) (2014년 5월)

### 영화
- 왕게임 (2011년 12월 17일 공개, BS-TBS)
- The One Ticket (2014년 12월 31일 태국 내 공개, 사하몽코이 필름)

## 같이 보기
- 헬로! 프로젝트
- 헬로! 프로젝트 키즈